# International Social Democratic Union for Education
International Social Democratic Union for Education, (ISDUE), är en internationell socialdemokratisk förening för utbildning. Bildades 1951. Lanserade begreppet livslångt lärande. 

## Målsättning
Deras styrdokument heter Education, Work and Lifelong Learning  Arbetar för att medlemsstaterna ska verka för att skolorna ska utveckla
- Demokratisering och delaktighet genom att väcka elevers politiska intresse, skapa attityder av tolerans, solidaritet, bygga en plattform för att alla ska ha rätt att studera vad de vill och klarar oavsett social eller kulturell bakgrund m m.
- Integration och kompensation för kulturellt, socialt och medicinskt missgynnade genom att verka för en samhällssyn som inte exkluderar någon eller ser någon som misslyckad, och se till att elever fortsätter integreras socialt med de mer framgångsrika och kapabla m m.
- Internationalisering och framtidsorientering genom att verka för utjämnande av ekonomiska orättvisor, varaktig fred och beskydd av naturen m m.

Fastslår att den socialdemokratiska utbildningsvisonens principer är frihet, rättvisa,  jämlikhet och solidaritet, och att det är statens uppgift att tillgodose folket dessa rättigheter. Detta inbegriper målsättningar som tillgång till bibliotek, modern teknik, kvällskurser, gratis utbildning, och vuxenutbildning.

## Organisation
President är Marcella Binchi från Italien. I Sverige är Karl Eriksson vid Sveriges Tennismuseum kontaktperson. 
ISDUE är anslutet till Socialistinternationalen. Deras medlemmar är antingen socialdemokratiska eller socialistiska partier, eller utbildningsorganisationer som är anslutna till de nationella partierna.
Generalförsamlingen träffas en gång per år, och den verkställande kommittén möts regelbundet med representanter från hela världen. CSSEU, som grundades 1970, arbetar självständigt i Europeiska kommissionen, men är anslutet till organisationen. 